# Средњовековно насеље Стадион Крушик
Средњовековно насеље Стадион Крушик је археолошко налазиште и налази се у Ваљеву, недалеко од ушћа реке Градац у Колубару. Ово насеље се убраја у непокретна културна добра у Србији.
Током истраживања пронађени су остаци темеља и југозападног зида цркве, три сигом зидане гробнице и трагови српског насеља са културним материјалом из 10. и 11. века. Црква је била подигнута крајем 13. или почетком 14. века. Имала је основу у облику слободног крста. Сама организација простора, правци пружања зидова, као и њихова ширина указују да је у питању црква рашког типа са припратом, са карактеристичном поделом на три травеја, од којих је централни већих димензија и у коме су биле смештене северна и јужна певница. Димензије цркве се на основу пропорција процењују на најмању укупну дужину цркве од 24 метра, са попречним бродом дужине 18 метара. Са овог локалитета потиче надгробна плоча са натписом Јеврема Ђурђа из прве половине 14. века и сада се налази у Народном музеју Ваљево. На истом простору откривени су трагови живота из периода од 15. до 19. века, који се састоје од цивилног насеља и војне фортификације. Педесетих година 20. века локалитет је тешко оштећен изградњом стадиона Крушик.